# Обернберг-ам-Инн
Обернберг-ам-Инн (нем. Obernberg am Inn) — ярмарочная община (нем. Marktgemeinde) в Австрии, в федеральной земле Верхняя Австрия. 
Входит в состав округа Рид-им-Иннкрайс.  Население составляет 1604 человека (на 31 декабря 2005 года). Занимает площадь 2 км². Официальный код  —  41219.

## Политическая ситуация
Бургомистр общины — Вольфганг Шлайх (АНП) по результатам выборов 2003 года.
Совет представителей общины (нем. Gemeinderat) состоит из 19 мест.
- АНП занимает 10 мест.
- СДПА занимает 7 мест.
- АПС занимает 2 места.